# Sticky
Mani Taghizadeh Chimeh, känd som Sticky, född 21 april 2002, är en svensk-persisk rappare från Araby i Växjö.

## Biografi
Redan 2017 började Sticky under namnet Mani att släppa låtar på Soundcloud. Det första officiella släppet kom ett år senare, när han gästade Ramme på singeln "Vill ha". Ett flertal släpp under Mani skedde tillsammans med Ramme innan alla dessa låtar togs ner från alla plattformar. Därefter bytte Mani artistnamn till DeBaM och gästade Rammes singel "GB Glass", en singel som fortfarande finns att spela på Spotify. När Taghizadeh senare började att släppa egen musik bytte han artistnamn ännu en gång till Sticky.
Under hösten 2021 släppte Sticky singeln VÄND IGEN. Låten fick då stor uppmärksamhet, eftersom musikvideon granskades i en polisutredning efter mordet på en 28-årig man i Växjö den 11 september. Sticky dömdes 2021 till 1 års och 8 månaders fängelse för grovt vapenbrott i samband med att han skyltat med mordvapnet i musikvideon.
I februari 2023 släppte Sticky singeln "Kysst" som nådde en 67:e plats på Sverigetopplistan. I april samma år gästade Sticky Asmes singel "Gangster Syndrom" som debuterade på 25:e plats på Sverigetopplistan.

## Diskografi

### Singlar
- 2021 – "Vänd igen"
- 2021 – "Nanana"
- 2021 – "Cowboy"
- 2022 – "Men In Black"
- 2022 – "Baby"
- 2022 – "No Names"
- 2023 – "Kysst"
- 2023 – "Logga Ut"
- 2023 – "Miljon"
- 2023 – "Love & Guns"

### Gästningar
- 2018 – "Vill ha" (med Ramme)
- 2018 – "Kallen" (med Ramme)
- 2020 – "GB Glass" (med Ramme)
- 2023 – "Sticky Situation" (med 1.Cuz)
- 2023 – "Gangster Syndrom" (med Asme)
- 2023 – "Igen" (med A36)
- 2023 – "Hannah Montana" (med Dizzy)